# Todd, Todd, Why Hast Thou Forsaken Me?
«Todd, Todd, Why Hast Thou Forsaken Me?» (с англ. — «Тодд, Тодд, почему ты обрёк меня на муки?») — девятая серия тридцать первого сезона мультсериала «Симпсоны». Впервые вышла 1 декабря 2019 года в США на телеканале «Fox».

## Сюжет
Мод Фландерс появляется как призрак во сне Неда. Увидев, что Тодд тоже не спит, Нед, плача, спрашивает, не снится ли ему его мать? Тодд признается, что не помнит, как она выглядит. Нед показывает рождественские кассеты их семьи и просмотрев их, пытаясь освежить воспоминания о Мод, Тодд начинает сомневаться, что Мод находится в лучшем месте.
В церкви преподобный Лавджой спрашивает детей, что бы они сказали младенцу Иисусу. Тодд сердито говорит, что ему не за что было бы благодарить, потому что его мама мертва, и что он больше не верит в Бога. Это признание шокирует всех. Нед поражен до глубины души и даже падает в обморок. Дома Нед всячески злится на Тодда, тогда как он постоянно подвергает сомнению существование Бога.
На следующее утро Тодд отказывается сказать «Аминь» молитве за завтраком, и Нед спрашивает себя, что может вернуть страх перед Богом у Тодда? Увидев, как Барт обманывает Гомера, и закрывает того на улице в нижнем белье, Нед просит Симпсонов ненадолго взять к себе Тодда и помочь ему снова открыть свою веру в Бога.
У Симпсонов Тодд всех раздражает и они решают от него избавиться. Так на следующее утро Гомер пытается убедить его, что Бог «нарисовал» Иисуса на куске хлеба как знак, но Тодд всё равно отказался верить в это. Барт отводит Тодда к хулиганам, а Лиза пытается обратить его в буддизм. Но все попытки тщетны.
Тодд говорит Гомеру, что он не верит в Бога, потому что его мать больше не вернется и спрашивает Гомера, знает ли он, какого это? Гомер вспоминает, как его мать, Мона, тоже заставила его плакать уйдя навсегда.
Гомер идет в таверну Мо, чтобы забыться, но к нему неожиданно присоединяется Нед. Двое напиваются, после чего их сбивает машина Ганса Молмана… Нед и Гомер попадают в Рай, там их встречают Эдна Крабаппл, Мод, Иоанн Креститель, Бог и Авраам Линкольн. Бог сообщает им, что они не умерли, а просто находятся в коме.
Они лежат на больничных койках в Спрингфилдской больнице со своими семьями. Барт начинает молиться за Гомера, и Мардж предлагает Тодду тоже помолиться, после чего Тодд молится Богу, Иисусу и Будде, чтобы хоть кто-то вернул к жизни его папу. Нед возвращается к своему телу. Между тем Гомер встречает Мону и наконец-то имеет шанс попрощаться с ней, но в этот момент он тоже возвращается к своему телу, и семьи воссоединяются.
В конце серии Лиза отправляется к Будде и тот упрекает её в том, что она не смогла обратить Тодда в буддизм. Она просит ещё один шанс и приводит к нему Ральфа Виггама, поражающего Будду своими удивительными знаниями.
В финальной сцене призрак Мод укладывает своих детей спать, в то время как призрак Эдны пробуждает Неда своим «Ха!».
В сцене во время титров под религиозную песню показаны витражи с героями серии.

## Отзывы
Во время премьеры серию просмотрели 1,99 млн человек с рейтингом 0.7, что сделало ее самым популярным шоу на канале Fox той ночью.
Деннис Перкинс из The A.V. Club дал серии оценку B-, сказав, что серия «фокусируется на Тодде Фландерсе и смещает фокус с просто малого соседа Симпсонов с несколькими шутками на что-то интересное».
Тони Сокол из Den of Geek дал этому эпизоду четыре с половиной звезды из пяти и сказал: «Это такой же идеальный выпуск, как и любой современный эпизод о Симпсоне».
Сайт «Bubbleblabbe» оценил серию на 6,5/10.